# Franz Josef Müller
Franz Josef Müller (Ulma, 8 settembre 1924 – Monaco di Baviera, 31 marzo 2015) è stato un attivista tedesco nella resistenza contro il nazismo, membro del gruppo dei diplomati delle scuole superiori di Ulm della Rosa Bianca durante la seconda guerra mondiale. Social-democratico, fondò la Fondazione Rosa Bianca nel 1986.

## Biografia
Franz Josef Müller, cattolico e figlio di contadini, raccolse denaro per francobolli e buste in cui venivano spediti volantini della Rosa Bianca, e fu anche coinvolto nella distribuzione di lettere. Si incontrava spesso con questo scopo nella camera degli organi segreti della chiesa di Martin Lutero a Ulma con Hans Hirzel, figlio dell'ex parroco Ernst Hirzel. Con Hans Hirzel piegò, indirizzò e affrancò mille copie del quinto volantino della Rosa Bianca lì. Fu arruolato nel febbraio 1943 alla Wehrmacht in Francia per servizio militare.
La Gestapo lo arrestò nel marzo 1943. Un altro membro della Rosa Bianca aveva nominato il suo nome sotto tortura. Il 19 aprile 1943 iniziò nel palazzo di giustizia di Monaco il secondo processo al Tribunale del Popolo contro i membri della Rosa Bianca, sotto la presidenza del presidente della corte popolare, Roland Freisler. Fu condannato a cinque anni di prigione nel carcere di Heilbronn. Non è chiaro perché Susanne Hirzel, Hans Hirzel e lui non siano stati condannati a morte in questo processo come altri membri della Rosa Bianca. Credeva che il razzismo di Freisler avesse un ruolo, dato che tutti e tre erano biondi e con gli occhi azzurri. Nel procedimento, Freisler gridò: "Hai un aspetto razzialmente buono, come hai potuto essere quindi contro il Führer?" Nel 1945, alla fine dell'era del nazionalsocialismo, fu liberato dagli americani.
Invece di emigrare negli Stati Uniti come previsto nel 1947, il sindaco di Ulm, Robert Scholl, padre dei fratelli Scholl giustiziati, lo persuase a rimanere in Germania. Studiò giurisprudenza a Tubinga, Basilea e Friburgo in Brisgovia. Fu anche coinvolto professionalmente nella rivalutazione del nazionalsocialismo. Nel 1986, insieme ai membri e ai parenti dei membri della Rosa Bianca che furono giustiziati a Monaco, fondò la Fondazione Rosa Bianca, che si è prefissata l'obiettivo di tramandare l'eredità spirituale della Rosa Bianca. Già dall'inizio degli anni settanta, parlò regolarmente come testimone prima delle lezioni per parlare della sua vita e della Rosa Bianca, sempre sostenuto dalla moglie Britta Baltschun. È anche ritratto nella Denkstätte Weiss Rose di Ulm.
Tra le altre cose, ricevette il premio Monaco Luci e insignito della Yad Vashem, una medaglia dallo Stato di Israele per riconoscere la sua adesione alla Rosa Bianca e per il suo impegno contro il regime nazista. Tuttavia, questa medaglia non porta a un ingresso sul sito ufficiale di Yad Vashem tra i giusti tedeschi tra i popoli.
Morì il 31 marzo 2015, all'età di 90 anni, dopo una lunga malattia a Monaco.

## Filmografia
- Die Weiße Rose, di Michael Verhoeven (1982).
- La Rosa Bianca - Sophie Scholl (Sophie Scholl - Die letzten Tage), di Marc Rothemund (2005).